# Olszewo Węgorzewskie
Olszewo Węgorzewskie (niem. Olschöwen) – wieś w Polsce położona w województwie warmińsko-mazurskim, w powiecie węgorzewskim, w gminie Budry.
Przysiółkami wsi Olszewo Węgorzewskie są Maryszki i Piotrówko.
Do 1954 roku siedziba gminy Olszewo, następnie gromady Olszewo Węgorzewskie. W latach 1975–1998 miejscowość położona była w województwie suwalskim.
We wsi była stacja kolejowa Olszewo Węgorzewskie.

## Historia
Wieś lokował 12 października 1562 roku starosta węgorzewski na 60 włókach. Sołtysem wsi był Maciej Olszewski, który otrzymał sześć włók sołeckich. Osadnicy otrzymali dziesięć lat wolnizny.
W roku 1710 na dżumę zmarły tu 154 osoby.
Szkoła w Olszewie powstała w 1741 roku. W roku 1853 było w niej 110 uczniów, a w 1935 91 uczniów w dwóch klasach. Po II wojnie światowej szkoła podstawowa w Olszewie uruchomiona została w 1947 roku. W roku szkolnym 1966/67 była to szkoła ośmioklasowa. Współcześnie (2008 r.) w budynku dawnej szkoły funkcjonują warsztaty terapii zajęciowej dla osób niepełnosprawnych. Warsztaty te obsługują teren kilku gmin.
W 1938 roku ówczesne niemieckie władze nazistowskie w miejsce historycznej nazwy Olschöwen wprowadziły nazwę Kanitz. 12 listopada 1946 r. nadano miejscowości oficjalną polską nazwę Olszewo Węgorzewskie. 
Od 18 listopada 1945 Olszewo Węgorzewskie było siedzibą gminy, do której należało 7 wsi sołeckich. W roku 1954 Olszewo zostało siedzibą gromady. Przewodniczącym GRN w roku 1967 był tu Edward Jewuła. W roku 1972 do sołectwa Olszewo należały wsie: Maryszki, Olszewo Węgorzewskie, Piątki i Piotrówko.

## Zabytki
- Kościół wybudowany w latach 1903-1904 i w tym okresie powstała tu samodzielna parafia luterańska. Do parafii tej należały wsie: Góry, Łęgwarowo, Olszewo, Piątki i Wężówko. Kościół ten od 1946 r. został świątynią katolicką. Szeroką przeciętą rzędem blend fasadę tworzy korpus i dostawiona narożna wieża kryta wysokim hełmem ostrosłupowym. Nad środkową nawą pozorne sklepienie kolebkowe, bogate wyposażenie neogotyckie[6].
- Dwa murowane domy z XVIII w. (nr 1 i 2)